# Ontwerpmethodologie
Ontwerpmethodologie is wetenschap over de methoden en technieken voor het ontwerpen en construeren. Ontwerpmethodologie wordt ook wel algemene ontwerpmethodiek of design-methodologie genoemd.

## Algemeen
Ontwerpmethodologie is de leer over het ontwerpen en construeren van technische voorwerpen en systemen. Deze leer gaat over het ondersteunen van de ontwerper bij zijn manier van ontwerpen en over het optimaliseren en synchroniseren van deze methoden en technieken.
Hiertoe doet men onderzoek op het gebied van de structuur van ontwerpprocessen en ontwerpmethoden. Dit onderzoek vraagt om een multidisciplinaire aanpak en heeft onder meer raakvlakken met psychologie, sociologie en filosofie.
In het theoretisch onderzoek wordt dit op drie niveaus bekeken:
Theoretisch niveau: theoretische concepten vormen het uitgangspunt voor ontwerponderzoek dat gericht is op het genereren van kennis over ontwerpen onder verschillende omstandigheden.
Empirisch niveau: is gericht op de evaluatie van hypotheses betreffende de denk- en handelingsprocessen van ontwerpers en ontwerpteams.
Applicatieniveau: is gericht op de applicatie van methodes, inclusief de aanpassing van bestaande methodes en de ontwikkeling van nieuwe methodes op basis van de theorievorming.
Ontwerpmethodologie dient de ontwerper in staat te stellen om het ontwerpproces op een gestructureerde wijze te doorlopen, en om tot een goede resultaat te komen. Het moet mogelijk zijn om werkwijzen uit andere sectoren die zich met omvangrijke enkelvoudige constructies bezighouden (scheepsbouw, vliegtuigbouw, offshore, petrochemie) te vertalen naar herkenbare algemene vormen voor de constructie.
Een methode is de effectenanalyse: ontwerpers zouden beter in staat moeten zijn de effecten van de voorgestelde plannen op de uitvoeringsmogelijkheden, het gebruik en het beheer te overzien en alternatieven te bestuderen. Een minimale vereiste is dat de ontwerpmethodologie voorziet in de mogelijkheid tot verificatie van genomen ontwerpbeslissingen, ofwel de verificatie van het ontwerp.

## Ontwerpmethodologen
De ontwerpmethodoloog is een deskundige op het gebied van de ontwerpmethodologie. Bekende wetenschappers op dit gebied zijn:
- Petra Badke-Schaub (1960), Duitse ontwerpmethodologe
- Johan Eekels (1917-2018), Nederlands ontwerpmethodoloog
- Mick Eekhout (1950), Nederlands architectuur en ontwerpmethodoloog
- Richard Foqué (1943), Nederlands ontwerpmethodoloog
- Paul Hekkert (1963), ontwerpmethodoloog
- Ralph Otten (1949-2016), Nederlands elektrotechnicus en ontwerpmethodoloog
- Kees van Overveld (1957), Nederlands ontwerpmethodoloog
- Norbert Roozenburg (1947), Nederlands ontwerpmethodoloog

## Onderzoek & onderwijs
Enige onderzoeksinstellingen op dit gebied zijn:
- TU Delft, Faculteit IO, De sectie Ontwerpmethodologie
- Technische Universiteit Eindhoven, Faculty of Architecture, Building and Planning
- Universiteit Twente, Faculteit Construerende Technische Wetenschappen